# Basidioliquen
Els basidioliquens (Basidiolichens o Hymenolichenes) són membres liquenitzats dels Basidiomycota, que és un grup amb molts menys membres que els ascoliquens amb Ascomycota. Els basidioliquens es caracteritzen per la presència d'un basidiomicet en la seva estructura fúngica amb els seus respectius basidis i basidiospores. En els fongs basidiomicets es poden observar fins a quatre basidiospores cosa que els diferencia dels ascomicets. Un exemple de basidioliquen és Dyctionema glabratum.
A la zona àrtica, alpina i els boscos de clima temperat els basidioliquens més comuns són del gènere Lichenomphalia (incloent els membres d'Omphalina o Gerronema) i el gènere Multiclavula. Diversos gèneres liquenitzats es donen en regions tropicals essent els més comú el gènere foliós Dictyonema. Abans els basidioliquens van ser classificats en la seva pròpia subclasse, segons el sistema Wettstein, Basidiolichenes. La filogènia molecular no dona suport a la classificació dels gèneres junts.

## Hàbitat
Viun en hàbitats molt diversos però principalment a l'escorça dels arbres, les roques, el sòl, les molses i, rarament, les fulles persistents.